# Amesit
Amesit ist ein selten vorkommendes Mineral aus der Mineralklasse der „Silikate und Germanate“ mit der chemischen Zusammensetzung Mg2Al(AlSiO5)(OH)4 oder in der kristallchemischen Strukturformelschreibweise (Mg,Fe2+)4Al2[(OH)8|Al2Si2O10]. Amesit ist damit chemisch gesehen ein Magnesium-Aluminium-Silikat mit zusätzlichen Hydroxidionen. Die in den runden Klammern angegebenen Elemente Magnesium und zweiwertiges Eisen können sich dabei in der Formel jeweils gegenseitig vertreten (Substitution, Diadochie), stehen jedoch immer im selben Mengenverhältnis zu den anderen Bestandteilen des Minerals.
Amesit kristallisiert je nach Polytyp im triklinen, trigonalen oder hexagonalen Kristallsystem und entwickelt prismatische, nach der c-Achse gestreckte und sich dabei verjüngende, pseudohexagonale Kristalle und Zwillinge bis etwa zwei Millimeter Größe. Er findet sich aber auch in Form talkähnlicher Massen. Eine spektakuläre Besonderheit sind Amesit-Kristallzwillinge in Form von sechseckigen Sternen vom Cerro Sapo in der bolivianischen Provinz Ayopaya.
In reiner Form ist Amesit farblos und durchsichtig. Durch vielfache Lichtbrechung aufgrund von Gitterfehlern oder polykristalliner Ausbildung kann er aber auch durchscheinend weiß sein und durch Fremdbeimengungen eine hellgrüne oder rosa bis violette Farbe annehmen.

## Etymologie und Geschichte
Erstmals entdeckt wurde Amesit in Mineralproben aus den Chester Emery Gruben bei Chester im Hampden County des US-Bundesstaates Massachusetts. Die Erstbeschreibung erfolgte 1876 durch Charles Upham Shepard, der das Mineral nach Mitinhaber der Fundgruben James Tyler Ames (1810–1883) benannte.
Dem Typmineralkatalog der International Mineralogical Association (IMA) nach wird das Typmaterial des Minerals in der Mineralogischen Sammlung der Mines ParisTech (auch Ecole Nationale Supérieure des Mines, kurz: ENSM-Paris) in der Sammlung von Adam unter der Nr. 2170 (von C.U. Shepard, 1875) und im Muséum national d’histoire naturelle (kurz: MHN-Paris) unter der Nr. 125201 (CT) aufbewahrt. Anderen Quellen zufolge soll sich Typmaterial von Amesit auch im National Museum of Natural History in Washington, D.C (USA) unter der Sammlungs-Nr. 80715 befinden.

## Klassifikation
Bereits in der veralteten 8. Auflage der Mineralsystematik nach Strunz gehörte der Amesit zur Mineralklasse der „Silikate und Germanate“ und dort zur Abteilung der „Schichtsilikate (Phyllosilikate)“, wo er zusammen mit Antigorit, Berthierin, Chrysotil, Cronstedtit, Greenalith, Karyopilit, Lizardit und Népouit sowie dem inzwischen als Varietät von Pennantit diskreditierten Grovesit die „Serpentin-Reihe (trioktaedrisch)“ mit der System-Nr. VIII/E.10b bildete.
Im zuletzt 2018 überarbeiteten und aktualisierten Lapis-Mineralienverzeichnis nach Stefan Weiß, das sich aus Rücksicht auf private Sammler und institutionelle Sammlungen noch nach dieser alten Form der Systematik von Karl Hugo Strunz richtet, erhielt das Mineral die System- und Mineral-Nr. VIII/H.27-100. In der „Lapis-Systematik“ entspricht dies ebenfalls der Abteilung „Schichtsilikate“, wo Amesit zusammen mit Antigorit, Berthierin, Brindleyit, Carlosturanit, Chrysotil, Cronstedtit, Dozyit, Fraipontit, Greenalith, Guidottiit, Karpinskit, Karyopilit, Kellyit, Lizardit, Népouit und Pecorait die „Serpentingruppe“ bildet.
Auch die seit 2001 gültige und von der IMA zuletzt 2009 aktualisierte 9. Auflage der Strunz’schen Mineralsystematik ordnet den Amesit in die Abteilung der „Schichtsilikate“ ein. Diese ist allerdings weiter unterteilt nach der Struktur der Schichten, so dass das Mineral entsprechend seinem Aufbau in der Unterabteilung „Schichtsilikate (Phyllosilikate) mit Kaolinitschichten, zusammengesetzt aus tetraedrischen und oktaedrischen Netzen“ zu finden ist, wo es zusammen mit Antigorit, Berthierin, Brindleyit, Chrysotil, Cronstedtit, Fraipontit, Greenalith, Karyopilit, Kellyit, Lizardit, Manandonit, Népouit und Pecorait die „Serpentingruppe“ mit der System-Nr. 9.ED.15 bildet.
Die vorwiegend im englischen Sprachraum gebräuchliche Systematik der Minerale nach Dana ordnet den Amesit ebenfalls in die Klasse der „Silikate und Germanate“ und dort in die Abteilung der „Schichtsilikatminerale“ ein. Hier ist er zusammen mit Berthierin, Brindleyit, Cronstedtit, Fraipontit, Kellyit und Manandonit in der „Serpentingruppe (Amesit-Untergruppe)“ mit der System-Nr. 71.01.02c innerhalb der Unterabteilung „Schichtsilikate: Schichten von sechsgliedrigen Ringen mit 1:1-Lagen“ zu finden.

## Kristallstruktur
Von Amesit sind drei Polytypen mit trikliner, trigonaler oder hexagonaler Symmetrie bekannt:
| Name       | Kristallsystem | Kristallklasse         | Raumgruppe             | Gitterparameter                                                        | Formeleinheiten pro Elementarzelle |
| ---------- | -------------- | ---------------------- | ---------------------- | ---------------------------------------------------------------------- | ---------------------------------- |
| Amesit-2A  | triklin        | triklin-pedial; 1      | C1 (Nr. 1, Stellung 2) | a = 5,32 Å; b = 9,21 Å; c = 14,06 Å α = 90,0°; β = 90,3° und γ = 90,0° | 2                                  |
| Amesit-2H2 | trigonal       | trigonal-pyramidal; 3  | R3 (Nr. 146)           | a = 5,31 Å; c = 42,1 Å                                                 | 3                                  |
| Amesit-6R  | hexagonal      | hexagonal-pyramidal; 6 | P63 (Nr. 173)          | a = 5,31 Å; c = 14,04 Å                                                | 1                                  |

## Bildung und Fundorte

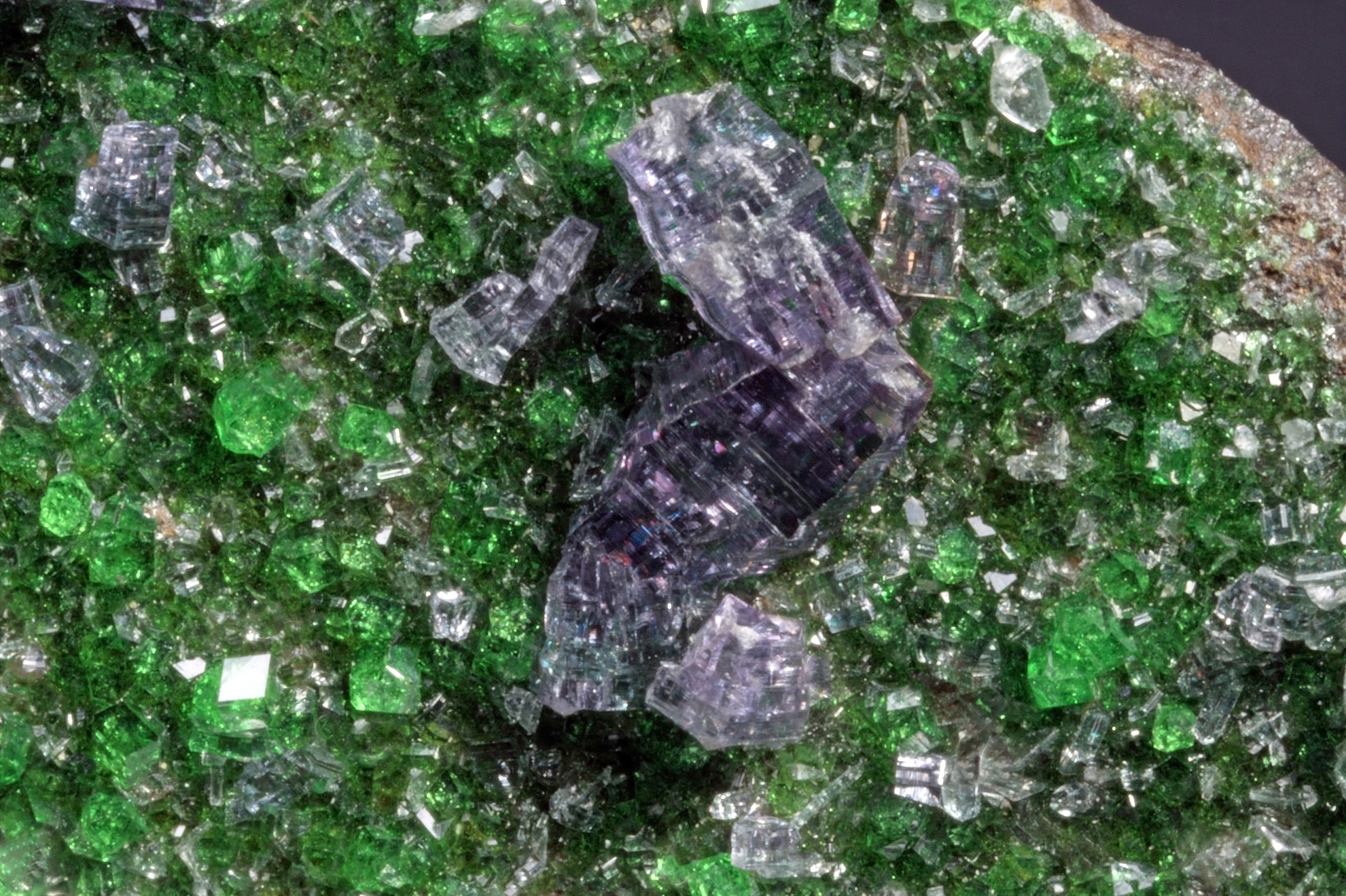
Amesitkristalle (violett) auf Uwarowit (grün) aus der Saranovskii Mine im Gebiet von Gornosawodsk, Region Perm, Russland

Amesit bildet sich als Produkt in niedriggradig metamorphisierten, aluminium- und magnesiumreichen Gesteinen. An seiner Typlokalität in den Chester Emery Gruben trat das Mineral in Paragenese mit Diaspor, Magnetit und Rutil auf.
Als seltene Mineralbildung konnte Amesit nur an wenigen Orten nachgewiesen werden, wobei weltweit bisher rund 80 Fundstätten dokumentiert sind (Stand 2022). Die Chester Emery Gruben im Hampden County sind die bisher einzigen gesicherten Fundstätten in Massachusetts. Ein weiterer möglicher Fund im Steinbruch Osborne Soapstone bei Blandford (ebenfalls Hampden Co.) wurde bisher nicht bestätigt. Daneben fand sich das Mineral in den Vereinigten Staaten noch in der Lagerstätte St. Anthony im Pinal County von Arizona, an mehreren Orten in Kalifornien, bei Cotopaxi im Fremont County von Colorado, bei Plainfield in New Hampshire sowie im Bergbaubezirk Ducktown im Polk County und in den „Clarks Hollow“-Kimberliten im Union County in Tennessee.
In der Mine Lac d'Amiante (auch Black Lake Mine) bei Saint-Joseph-de-Coleraine (Gemeinde Les Appalaches) in der kanadischen Provinz Québec fanden sich als weitere Begleitminerale Calcit, Diopsid, Grossular und Klinozoisit und im bisher einzigen bekannten Fundort in der Antarktis, dem Dufek-Massiv im westantarktischen Queen Elizabeth Land, fanden sich als Begleitminerale Vesuvianit und Chlorit.
Der bisher einzige bekannte Fundort in Deutschland ist das ehemalige, aufgelassene Bergwerk Brefeld bei Tarthun im Salzlandkreis von Sachsen-Anhalt.
In Österreich fand sich Amesit gesichert bisher nur in Mineralproben vom Oberen Stinkersee bei Illmitz im Burgenland und am Lohninger Bruch im Hüttwinkltal, einem Teil des Raurisertals im Salzburger Land.
Weitere Fundorte liegen unter anderem in Australien, Bolivien, Brasilien, China, der Dominikanischen Republik, Finnland, Frankreich, Griechenland, Indonesien, Irland, Italien, Japan, Kasachstan, Madagaskar, Norwegen, Polen, Portugal, Rumänien, Russland, Sambia, Schweden, Spanien, Südafrika und Ungarn.
Auch in Mineralproben vom Atlantis-Massiv, einem Teil des Mittelatlantischen Rückens, konnte Amesit nachgewiesen werden.